# Торф сфагновий
Торф сфагновий (рос. торф сфагновый, англ. sphagnum peat, нім. Sphagnumtorf m) — група торфів різних типів (верхового, перехідного і низинного), що містять серед рослинних залишків не менше 70 % сфагнових мохів, до 10 % деревних рослин, до 20 % трав'янистих рослин або гіпнових мохів. Торф сфагновий відкладається на ділянках з підвищеною обводненістю і малою мінералізацією вод. Торф сфагновий верхового типу має ступінь розкладання 5-22 %, зольність 1-3,5 %, вологість 91-94 %.
У групі верхового типу виділені: ангустифоліум-торф, торф верховий комплексний, магелланікум-торф, сфагновий мочажинний, фускум-торф. Ступінь розкладання торфу низинного типу 15-30 %, зольність 5-8 %, вологість 90-93 %. У порівнянні з торфами інш. груп торф сфагновий має найменшу теплоту згоряння (20-23 МДж/кг), відносно високу вологоємність (до 30 кг/кг).

## Інші види торфу
| - Фускум-торф - Фрезерний торф - Магелланікум-торф - торф вербовий - торф верховий - торф гіпновий | - торф деревний - торф деревно-моховий - торф деревно-трав'яний - торф мезотрофний - торф моховий - торф низинний - торф перехідний | - торф похований - торф сфагновий - торф трав'яний - торф тростинний - торф хвощевий - торф шейхцерієвий - торф ялинковий |